# Берге (Гроспоствиц)

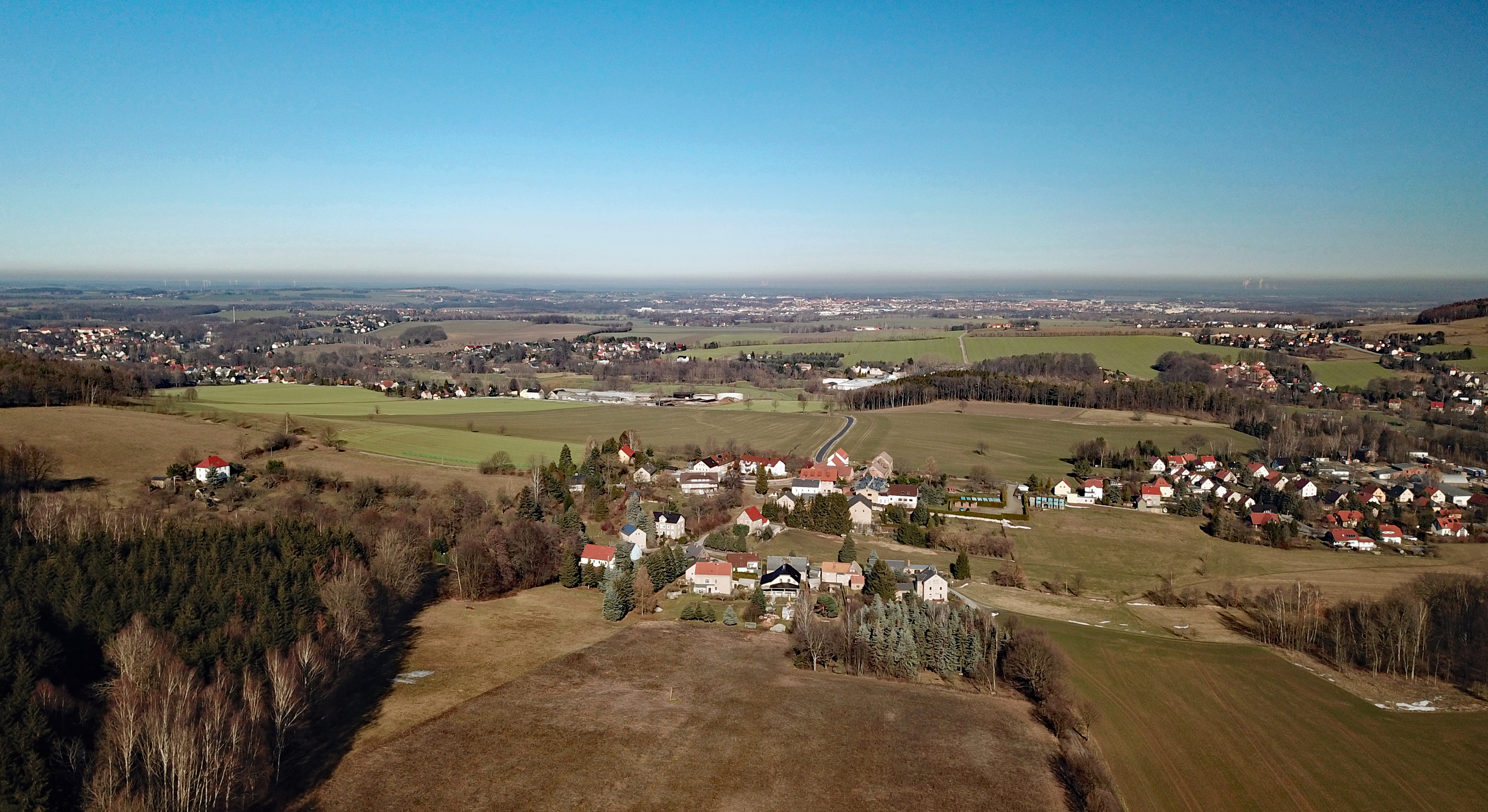

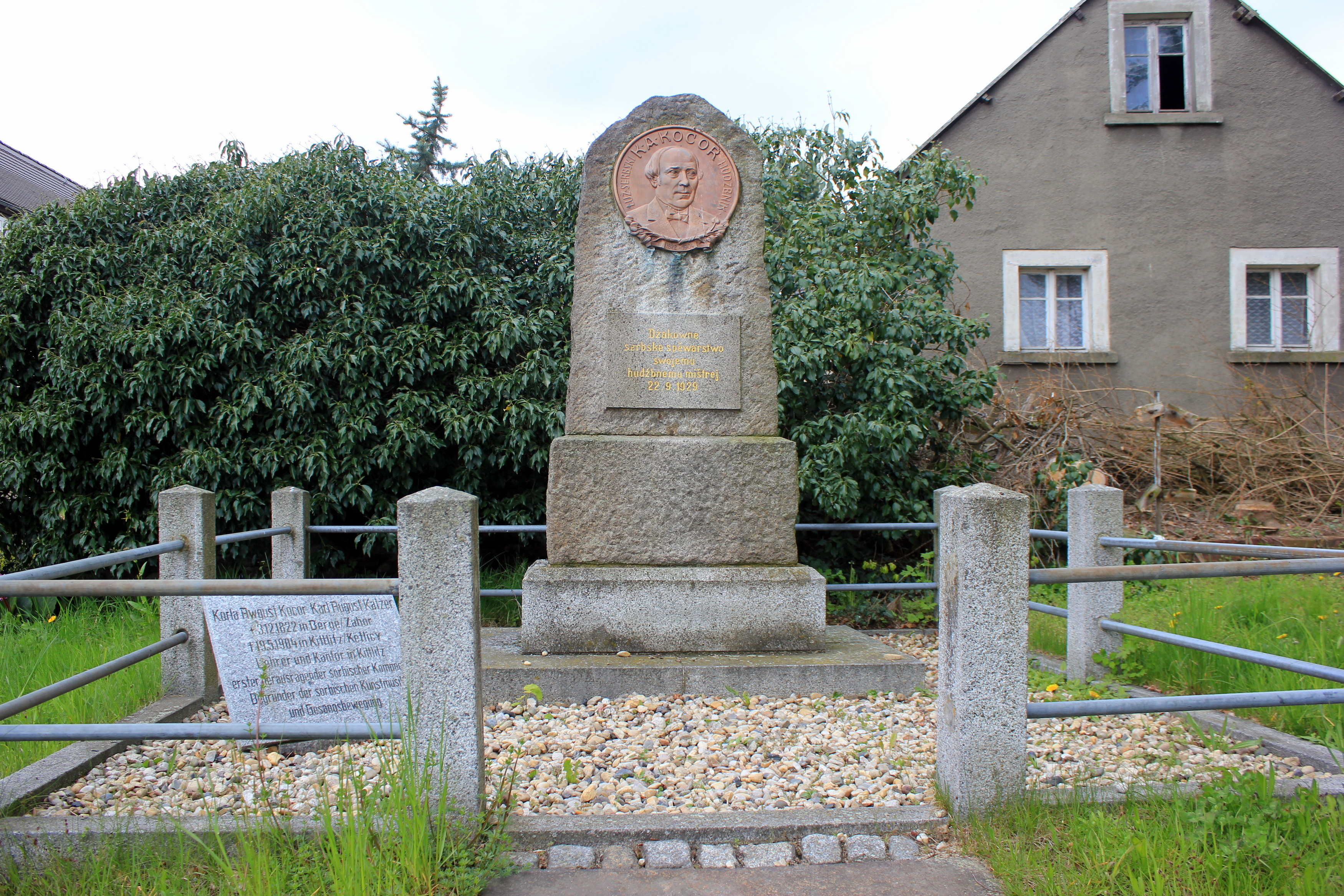
Памятник композитору Корле Аагусту Коцору, 1929 год, памятник культуры и истории Саксонии

Бе́рге или За́гор (нем. Berge; в.-луж. Zahorо файле) — деревня в Верхней Лужице, Германия. Входит в состав коммуны Гроспоствиц района Баутцен в земле Саксония. Подчиняется административному округу Дрезден.

## География
Располагается на юго-восток от Будишина и на севере граничит с административным центром коммуны Гроспоствиц. Через деревню проходит автомобильная дорога Гроспоствиц — Обергуриг.
Соседние населённые пункты: на севере — административный центр коммуны Гроспоствиц, на востоке — деревня Йилоцы, на юго-западе — деревня Розводецы (входит в городские границы Ширгисвальде-Киршау), на юге — деревня Слончна-Гора (входит в городские границы Ширгисвальде-Киршау) и на северо-западе — деревня Лейно коммуны Паншвиц-Кукау.

## История
Впервые упоминается в 1374 году под наименованием Bergk. В средние века принадлежала женскому монастырю Мариенштерн.
С 1936 года входит в современную коммуну Гроспоствиц.
В настоящее время деревня входит в состав культурно-территориальной автономии «Лужицкая поселенческая область», на территории которой действуют законодательные акты земель Саксонии и Бранденбурга, содействующие сохранению лужицких языков и культуры лужичан.
Исторические немецкие наименования.
- Berge, 1419
- Perig, 1482
- dorff gnant der Berck, Dorff Bergk, 1486
- Berge, 1791

## Население
Официальным языком в населённом пункте, помимо немецкого, является также верхнелужицкий язык.
Согласно статистическому сочинению «Dodawki k statisticy a etnografiji łužickich Serbow» Арношта Муки в 1884 году в деревне проживало 145 человек (из них — 112 серболужичан (77 %)).
| 1834 | 1871 | 1890 | 1910 | 1925 |
| ---- | ---- | ---- | ---- | ---- |
| 73   | 119  | 159  | 191  | 171  |

## Достопримечательности
Памятники культуры и истории земли Саксония
- Памятник композитору Корле Августу Коцуру, около Berge 4, 1929 год (№ 09252778).
- Памятник погибшим в Первой мировой войне, около Berge 4, 1918 год (№ 09252780).
- Жилой дом, Berge 4, вторая половина 18 века (№ 09252779).

## Известные жители и уроженцы
- Корла Август Коцор (1822—1904) — серболужицкий композитор